# Valve Index
Valve Index（バルブ・インデックス）は、Valve Corporationにより開発されたバーチャル・リアリティヘッドセット。2019年4月30日に発表、2019年6月28日に海外で発売され、日本国内では株式会社デジカから2019年11月28日に発売された。

## 概要
世界的規模のゲーム配信サービス「Steam」を運営しているValve Corporationは、本機種より前にはHTCとHTC ViveやHTC Vive Proを共同開発していた。それに対し、Valve IndexはValve Corporationによる自社開発製品となった。
本機種以前にHTCと共同開発した製品と同様、Valve Corporationが策定したLighthouse規格を用いている。そのため、コントローラーやベースステーションといった機器は一部を除き互換性がある。
開発中のコードネームはKnucklesであった。

## 技術的特徴
本機には以下のような技術的特徴がある。

### ディスプレイ
HTC Viveシリーズが有機EL方式を採用していたのに対し、Valve IndexではフルRGBのIPS液晶を採用し、サブピクセルが50％増加した。Valve Indexのヘッドセットは従来の製品に比べ大きな視野角を持ち（最大130度）、さらに高い解像度とリフレッシュレートに対応している。

### オーディオ
耳に対し物理的な接触がないオフイヤースタイルのヘッドホンを採用した。

### コントローラ
Valve Indexコントローラにはジョイスティック、トラックパッド、2つのフェイスボタン、メニューボタン、トリガー、および指のトラッキングをするために87個のセンサーが搭載されている。コントローラが手の位置、指の位置、動き、圧力を追跡し、ゲーム中でユーザーの手や指の動きを表示できるようになっている。なお、指を動かすには対応したゲームが必要である。

### 必要動作環境
- GPU: NVIDIA GeForce® GTX 970 / AMD Radeon™ RX 480 の同等品またはそれ以上
- CPU: ハイパースレッディング対応のデュアルコアの同等品以上
- メモリ: 8GB 以上
- 映像出力: DisplayPort 1.2 以降必須 (HDMIはサポート外)
- USBポート: 1x USB 3.0 以上
- OS: Microsoft Windows 10 / SteamOS / Linux[7]